# Flyweight pattern
Flyweight là một mẫu thiết kế phần mềm. Khi nhiều đối tượng (objects) phải được xử lý mà chương trình không thể chịu nổi một lượng dữ liệu khổng lồ, thì cần dùng flyweight.
Trong mẫu flyweight, dữ liệu không có các con trỏ (pointer) đến các phương thức của kiểu dữ liệu đó, vì như thế sẽ tốn rất nhiều bộ nhớ. Thay vào đó, các chương trình con (subroutine) sẽ được gọi trực tiếp. Trong một vài trường hợp, flyweight inheritance được thực hiện bằng cách "shift-in" và "shift-out" các data markers dưới dạng các chu trình tác vụ ở mức cao (higher-level operation cycles) thông qua một mảng các flyweight data.
Một ví dụ cổ điển của mẫu flyweight là các ký tự được lưu trong một bộ xử lý văn bản (word processor). Mỗi ký tự đại diện cho một đối tượng mà có dữ liệu là loại font (font face), kích thước font, và các dữ liệu định dạng khác. Bạn có thể tưởng tượng là, với một tài liệu (document) lơn với cấu trúc dữ liệu như thế này thì sẽ bộ xử lý văn bản sẽ khó mà có thể xử lý được. Hơn nữa, vì hầu hết dữ liệu dạng này là lặp lại, phải có một cách để giảm việc lưu giữ này - đó chính là mẫu Flyweight. Mỗi đối tượng ký tự sẽ chứa một tham khảo đến một đối tượng định dạng riêng rẽ mà chính đối tượng này sẽ chứa các thuộc tính cần thiết. Điều này sẽ giảm một lượng lớn sự lưu giữ bằng cách kết hợp mọi ký tự có định dạng giống nhau trở thành các đối tượng đơn chỉ chứa tham khảo đến cùng một đối tượng đơn chứa định dạng chung đó.
Cũng có một phiên bản của mẫu này dùng cho cấu trúc XML.

## Ví dụ

### Java
Chương trình Java sau minh hoạ ví dụ ở trên. Nó sẽ đưa ra kết quả như sau:
```
CharFactory created only 4 objects for 5 characters!
Printing 'H' in 'Arial' at position 0:0.
Printing 'e' in 'Arial' at position 1:0.
Printing 'l' in 'Arial' at position 2:0.
Printing 'l' in 'Arial' at position 3:0.
Printing 'o' in 'Times' at position 4:0.
```

```
import
 
java.util.*
;

class
 
GraphicChar
 
{

   
char
 
c
;

   
String
 
fontFace
;

   
public
 
GraphicChar
(
char
 
c
,
 
String
 
fontFace
)
 
{
 
this
.
c
 
=
 
c
;
 
this
.
fontFace
 
=
 
fontFace
;
 
}

   
public
 
void
 
printAtPosition
(
int
 
x
,
 
int
 
y
)
   
{
 
System
.
out
.
printf
(
"Printing '%c' in '%s' at position %d:%d.\n"
,
 
c
,
 
fontFace
,
 
x
,
 
y
);
 
}

}

class
 
GraphicCharFactory
 
{

   
HashMap
<
String
,
 
GraphicChar
>
 
pool
 
=
 
new
 
HashMap
<
String
,
 
GraphicChar
>
();
 
// the Flyweights

   
public
 
int
 
getNum
()
 
{
 
return
 
pool
.
size
();
 
}

   
public
 
GraphicChar
 
get
(
Character
 
c
,
 
String
 
fontFace
)
 
{

       
GraphicChar
 
gc
;

       
String
 
key
 
=
 
c
.
toString
()
 
+
 
fontFace
;

       
if
 
((
gc
 
=
 
pool
.
get
(
key
))
 
!=
 
null
)
 
{

           
return
 
gc
;

       
}
 
else
 
{

           
gc
 
=
 
new
 
GraphicChar
(
c
,
 
fontFace
);

           
pool
.
put
(
key
,
 
gc
);

           
return
 
gc
;

       
}

   
}

}

class
 
FlyWeightExample
 
{

   
public
 
static
 
void
 
main
(
String
[]
 
args
)
 
{

       
GraphicCharFactory
 
cf
 
=
 
new
 
GraphicCharFactory
();

       
// Compose the text by storing the characters as objects.

       
ArrayList
<
GraphicChar
>
 
text
 
=
 
new
 
ArrayList
<
GraphicChar
>
();

       
text
.
add
(
cf
.
get
(
'H'
,
 
"Arial"
));
    
// 'H' and "Arial" are called intrinsic information

       
text
.
add
(
cf
.
get
(
'e'
,
 
"Arial"
));
    
// because it is stored in the object itself.

       
text
.
add
(
cf
.
get
(
'l'
,
 
"Arial"
));

       
text
.
add
(
cf
.
get
(
'l'
,
 
"Arial"
));

       
text
.
add
(
cf
.
get
(
'o'
,
 
"Times"
));

       
// See how the Flyweight approach is beginning to save space:

       
System
.
out
.
printf
(
"CharFactory created only %d objects for %d characters.\n"
,
 
cf
.
getNum
(),
 
text
.
size
());

       
int
 
x
=
0
,
 
y
=
0
;

       
for
 
(
GraphicChar
 
c
:
 
text
)
 
{
        
// Passing position as extrinsic information to the objects,

           
c
.
printAtPosition
(
x
++
,
 
y
);
      
// as a top-left 'A' is not different to a top-right one.

       
}

   
}

}

```